# Wolha Hlebik
Wolha Piatrouna Jakimczyk-Hlebik (biał. Вольга Пятроўна Якімчык-Глебік; ur. 29 kwietnia 1988) – białoruska zapaśniczka walcząca w stylu wolnym. Ósma w Pucharze Świata w 2009 roku.